# Cratere Nainema
Nainema è un cratere sulla superficie di Rea.